# Shūkanshi
Le terme shūkanshi (週刊誌) est utilisé en japonais pour désigner un magazine hebdomadaire, y compris les tabloïds politiquement provocants.
Comme indiqué par Adam Gamble et Takesato Watanabe dans le Japan Media Review (en) et dans leur livre A Public Betrayed (« Un Public trahi »), le genre est « souvent décrit comme un mélange bizarre de divers types de magazines américains, comme Newsweek, The New Yorker, People, Penthouse, ou The National Enquirer:71 »
Les shūkanshi ont été la source d'articles antisémites, comme les hebdomadaires Shukan Bunshun, Marco Polo, et Shūkan Shinchō, qui ont publié à plusieurs reprises des articles niant la Shoah:170. Le Shūkan Shinchō est jugé coupable de diffamation par la cour de Tokyo pour avoir publié une allégation non étayée de meurtre par un membre de la Sōka Gakkai, et a été critiqué pour ses histoires sensationnalistes concernant un site paléolithique à l'authenticité controversée au Japon. Le magazine a également été réprimandé pour avoir publié les noms et les photographies de mineurs accusés d'actes criminels, avant même le début de leurs procès.